# Rinascimento (Ntò)
Rinascimento è il quarto album in studio (street album) del rapper italiano Ntò in formato digitale, pubblicato rilasciando un singolo al mese. Pubblicato il 6 marzo 2019 dall'etichetta discografica NoMusic. In questo album Ntò per la prima volta effettua la produzione di alcune sue tracce insieme a Gianni Blob, sotto il nome di Cashfloe quali "Animalier", "Facilmente", "Pe t'avè" e "Chiron"

## Tracce
1. Sotto e palazzi (feat. Raymanbeats) – 2:37
2. Animalier – 2:36
3. Il tempo perduto – 3:06
4. Facilmente – 3:29
5. Perché (STO freestyle) (feat. Samurai Jay) – 2:35
6. Pe t'avé (feat. Cristiana Dell'Anna) – 3:52
7. Perdoname madre – 2:44
8. Accappatoi Versace – 3:14
9. Te piace – 3:45
10. Chiron – 3:07

## Formazione
- Ntò – voce
- Samurai Jay – voce aggiuntiva (traccia 5)
- Cristiana Dell'Anna – voce aggiuntiva (traccia 6)
- Cashfloe – prod. (traccia 2, traccia 4, traccia 6, traccia 10)
- Sick Luke – prod. (traccia 8)
- Raymanbeats – prod. (traccia 1)
- Emvnuel – prod. (traccia 3, traccia 7)
- Yung Snapp – prod. (traccia 9)